# Chloridolum klaesii
Chloridolum klaesii är en skalbaggsart som beskrevs av Conrad Ritsema 1887. Chloridolum klaesii ingår i släktet Chloridolum och familjen långhorningar. Inga underarter finns listade i Catalogue of Life.